# Rondibilis mindanaonis
Rondibilis mindanaonis là một loài bọ cánh cứng trong họ Cerambycidae.